# ドリームズ・カム・トゥルー (2006年の映画)
『ドリームズ・カム・トゥルー』(原題：Akeelah and the Bee)は2006年のアメリカの映画。ダグ・アッチソン監督。スペリング・ビーの全米大会「スクリップス・ナショナル・スペリング・ビー」に挑戦する11歳の少女(キキ・パーマー)に、その母親（アンジェラ・バセット）、学友、コーチのララビー博士(ローレンス・フィッシュバーン)の物語である。この他、カーティス・アームストロング、J・R・ビリャレアル、ショーン・マイケル・アファブル、エリカ・ハバード、リー・トンプソン・ヤング、ジュリト・マッカラム、サハラ・ゲイリー、エディ・スティープルズ、ツィ・マーといった俳優陣が脇を固めた。
アッチソンによる映画の制作は10年以上の期間を要した。1994年の「スクリップス・ナショナル・スペリング・ビー」大会を見た彼は、選手の大多数が経済的に裕福な家の出自であることに注目し、この映画の初期構想の着想を得た。
1999年に脚本を書きあげたアッチソンは、2000年のニコル脚本家奨励金を支給された者の一人となった。これが映画プロデューサーのシド・ギャニス及びナンシー・ハルト・ギャニス夫妻の目に止まった。初期の資金調達に失敗したものの、2002年のドキュメンタリー映画『チャレンジ・キッズ 未来に架ける子どもたち』の成功が、プロジェクトにとって2番目の追い風となった。
2004年にはライオンズゲート・フィルムズが制作を請け負い、翌年には600万ドル超の予算で、サウス・ロサンゼルスにおいて撮影が行われた。
勇気を与えてくれるこの映画の主題は、次々に現れる困難な課題に負けず障害を乗り越えることである、とアッチマンは述べている。
また、アフリカ系アメリカ人をステレオタイプではない方法で表現することを望んでおり、アフリカ系アメリカ人の児童らがステレオタイプの幾つかに対していかに実質を与えるかを示そうとした、とも述べた。
この映画は、黒人コミュニティが直面する問題と同様にコミュニティの重要性についてもほのめかしを行っている。
また、パブリックスクール制度を批判しつつ、校内での蔑視および敬意の感情についても取り扱う。 
俳優陣は「この映画はお子様向けですが、ご両親にとっても同じくらい重要な教訓を与えてくれる筈です」と述べている。
2006年4月28日にアメリカで封を切られると、『ドリームズ・カム・トゥルー』は批評家と一般の観客双方から好意的な評価を受けた。
レヴューではストーリ展開と俳優陣が称賛され、主演パーマーの演技が褒め称えられた。しかし数名の批評家は、ストーリーはありきたりの型にはまった展開であると貶し、またアジア系アメリカ人の登場人物の描写について厳しい批判を行った。興行収入は1900万ドルに達し、ブラック・リール賞やNAACPイメージ・アワードなど数々の賞でノミネートを受け受賞している。映画の批評家たちはハリウッド映画に通底するアフリカ系アメリカ人のステロタイプを回避している点でこの映画を高く評価したが、学者からの評価はこれよりも低く、いくつかのクリシェを増強しているとまで言われた。

## あらすじ
アキーラは貧しいながらも、学級を飛び級するほど優秀な少女だった。
元カリフォルニア大学ロサンゼルス校英語学科長ララビーは、彼女の才能に目をつけ、英単語の暗唱大会に出場させるべく特訓を開始した。
最初は消極的だったアキーラだったが、周囲の熱意もあり、大会出場にこぎつけることができた。
だが、様々なライバルたちの存在もあり、優勝への道のりは平たんなものではなかった。

## キャスト
※括弧内は日本語吹替
- アキーラ・アンダーソン - キキ・パーマー（黒河奈美）
- ジョシュア・ララビー博士 - ローレンス・フィッシュバーン（佐々木誠二）
- ターニャ・アンダーソン - アンジェラ・バセット（磯西真喜）
- ボブ・ウェルチ - カーティス・アームストロング（横島亘）
- ハビエル・メンデス - J・R・ヴィリャレアル
- ディラン - ショーン・マイケル・エファブル （粕谷雄太）
- キアナ・アンダーソン - エリカ・ハバード （矢島和葉）
- デヴォン・アンダーソン - リー・トンプソン・ヤング （川鍋雅樹）
- テレンス・アンダーソン - ジュリト・マッカラム （今関正生）
- デリック・T - エディ・スティープルズ
- チウ氏 - ツィ・マー

## 評価
一般的に批評家から肯定的な評価を受けた。
Rotten Tomatoesでは131件の口コミが寄せられ、このうち83パーセントが「新鮮だ」という評価だった。
Metacriticでの評価は、100満点中の72点だった。
コンセンサス：「アキーラはローレンス・フィッシュバーンとアンジェラ・バセットから素晴らしい演技でサポートされ、温かみのある家族向けの弱者の物語である」
シカゴ・サンタイムズは「私たちの、勝利に取り付かれた文化では、正しいことをして関与すること、共感と寛大さと、Akeelahアンダーソンのような若い女性が本能的に理解しているものは勝利以上のものだ。若い観客のための映画であり、彼らがAkeelahから学んだ場合、彼らはよりよい生活をすることになるでしょう」として四つ星満点をつけた。

## 賞と栄誉
- BETアワード

主演女優賞：アンジェラ·バセットがノミネート
- ブラック・ムービー・アワード

優れた女優ケケ·パーマー
優れた助演男優：ローレンス·フィッシュバーン
優れた助演女優アンジェラ·バセット
優れた映画：受賞
- ブラック・リール賞

主演女優賞：ケケ·パーマーの勝者
助演女優賞：アンジェラ·バセットがノミネート
助演俳優：ローレンス·フィッシュバーンがノミネート
最優秀オリジナルスコア：アーロンZigmanがノミネート
最高の映画：ノミネート
最高の画期的な性能：ケケ·パーマーがノミネート
- 放送映画批評家協会賞

最高の若い女優：ケケ·パーマーがノミネート
ベストファミリー·フィルム（実写）：ノミネート
- シカゴ映画批評

最も有望な新人：ケケ·パーマー:ノミネート
- イメージ賞

優れた映画：ノミネート
優れた女優：ケケ·パーマー（最年少受賞）
優れた助演女優賞：アンジェラ·バセット・ノミネート
優れた助演男優：ローレンス·フィッシュバーン・ノミネート
長編映画/テレビ映画やコメディで優れたライティング：ダグ・アッチソン

## 参照
1. ↑  Ault, Susanne (2006年6月2日). “Starbucks rocks with Berry DVD”.  Video Business. 2009年8月18日時点のオリジナルよりアーカイブ。2009年8月18日閲覧。